# Parafernalha
Parafernalha é um canal de esquetes de comédia veiculados no YouTube, que pertence à empresa multinacional francesa Webedia.

## História
A Parafernalha foi fundada em junho de 2011 pelo empresário Felipe Neto, com o objetivo de fazer um humor livre, mas profissional, no YouTube brasileiro. O primeiro canal do país a bater 2 milhões de inscritos, mais de 250 milhões de visualizações e produtora da primeira série da Netflix fora dos Estados Unidos, a websérie "A Toca". Também com vários atores notáveis, como Silvio Matos, Fábio Nunes, Mariana Rebelo e muitos outros.
Parafernalha é um coletivo criativo que produz curtas de conteúdo audiovisual voltado para a web com qualidade de TV e liberdade editorial de internet e fez parte do Grupo Para (Paramaker Network, Parafernalha, Não Faz Sentido!, entre outros).
Apesar dos números expressivos do sucesso, Felipe Neto acredita que o mercado ainda engatinha no Brasil. 
Temos poucas empresas e pouco dinheiro girando. É um mundo novo, difícil de ser entendido por empresários conservadores que ainda acreditam que a melhor forma de anunciar sua marca é colocando meia página de revista por um preço exorbitante— diz Felipe Neto 

## Parceria com 'Maker Studios'
Felipe Neto fechou uma parceria com a Maker Studios dos Estados Unidos e a sua "Paramaker Network", empresa brasileira que ele atuava. A proposta da parceria, além da produção de novos trabalhos na rede, foi ampliar ainda mais as visualizações dos vídeos que o vlogueiro lançava na internet com seu canal no YouTube.

### Venda do Controle para Webedia
Em outubro de 2015, Felipe Neto vendeu o controle da "Paramaker Network" para a empresa de mídia Francesa Webedia. A Webedia é proprietária dos sites AdoroCinema, IGN, TudoGostoso, PurePeople e PureBreak e edita vários sites de marcas como o site Beleza Extraordinária para a empresa L'Oréal. Felipe Neto, fundador da maior network de YouTube do Brasil, passou a ser responsável pelo núcleo criativo da empresa.

### Polêmicas e Fim da Paramaker
Enquanto sob controle de Felipe Neto, a Paramaker Network possuía um canal de games chamado The Game Station Brasil (TGS), onde os youtubers gamers filiados à network faziam collab. Com a venda para a Webedia, o canal TGS foi inativo e logo após, fechado. A Paramaker continuou ativa, mas logo após, o site oficial e redes sociais foram fechadas.
Antes do anúncio da venda, muitos youtubers filiados já estavam insatisfeitos com promessas que não vinham sendo cumpridas: foi prometido a criação de um forum exclusivo aos filiados para melhor se comunicarem, mas esse forum ainda não estava completamente configurados e muitos ainda não estavam cadastrados para o acessar. Muitos youtubers alegavam que antes da filiação recebiam promessas que fariam collab com youtubers grandes da network, porém essas colaborações nunca se realizavam.[carece de fontes?]
Na época, as networks funcionavam como agências que buscavam talentos ainda desconhecidos para os assessorar e ajudar a alcançarem sucesso. Nisso, elas faziam contratos onde ficavam com boa parte do faturamento dos canais, pois ainda eram pequenos e elas os ajudariam a crescer. Porém, youtubers que fracassavam culpavam a Paramaker por isso, ao passo que youtubers bem sucedidos não viam nela a razão do sucesso e reclamavam das altas participações da network acordadas na época que ainda eram pequenos. Muitos continuaram presos no contrato com a network, cedendo de 10 a 30% dos rendimentos, sem nenhum tipo de retorno ou suporte e ainda sem contratos para publicidade direcionada, o que fez com que os rendimentos diminuíssem bastante, o que causou revolta em alguns youtubers.. Havia inclusive relatos de contratos assinados quando os youtubers ainda eram menores de idade, sem a anuência dos pais, o que pela legislação brasileira torna tais contratos nulos e ilegal a cobrança na participação do faturamento.[carece de fontes?]
Felipe Neto além de dono da Paramaker era "a cara" da empresa e a razão de muitos youtubers se filiarem. A venda da empresa e sua saída meses após foi vista por youtubers como uma traição, o que resultou em inúmeros "haters" o atacando mesmo muitos anos após o ocorrido.[carece de fontes?]

## Esquetes
Os vídeos são gravados nos mais diversos locais, que vai da mansão da redação do Parafernalha até nas ruas, metrô. Geralmente, há parcerias ou as marcas cedem gentilmente, entretanto, o produtor de locação costuma encontrar o lugar perfeito e autorizá-lo. Dentre as várias participações especiais nos episódios, constam nomes como Rafael Almeida, Clarice Falcão, Junior Lima, Kéfera Buchmann, Betty Lago.
Colocamos no ar no site do Parafernalha, uma contagem regressiva para a volta já no novo formato. O primeiro vídeo entra amanhã (7) no site, às 10 da manhã, e se chama 'Mentiras do dia-a-dia'. Junto com ele entra também um vídeo que conta os bastidores da "paralisação". Teremos agora um horário fixo de postagem, músicas próprias e filmes que não tem necessariamente começo, meio e fim, como uma história convencional.— diz Felipe Neto 
O canal já produziu 2 temporadas dos Curta-metragem. A primeira ocorreu entre maio de 2011 e dezembro de 2013 e a segunda a partir de dezembro de 2013, com o vídeo "O Fim da Parafernalha", anunciando o recomeço.
Felipe Neto postou um vídeo no YouTube anunciando o fim de seu canal Parafernalha. A notícia foi publicada no AdNews e se espalhou na web. Público e imprensa ficaram atônitos, já que o canal criado por Felipe tem uma legião com mais de 5,3 milhões de inscritos e mais de 373 milhões de visualizações. Sem contar que a produtora também criou A Toca, a primeira websérie exclusiva para o Netflix fora dos Estados Unidos. "Faz sentido?" foi a questão mais ouvida, parodiando o primeiro canal que ele criou na web, o Não Faz Sentido!. O que faltava mesmo então era uma peça para encaixar o quebra-cabeça que definiria os próximos passos da "Paramaker Network" e seu presidente, um dos primeiros youtubers brasileiros a capitalizar a massiva audiência da internet. Felipe Neto findou a dúvida:
"A Parafernalha não morreu. O canal do jeito que o público conhecia acabou, mas para voltar de uma maneira totalmente reformulada"

## Elenco

### Principal

#### Atuais
- Amanda Orestes (2020-presente)
- Digão Ribeiro (2020-presente)
- Daniel Curi (2011-presente)
- Felipe Miguel (2020-presente)
- Jhonny Drumond (2013-presente)
- Jorge Hissa (2020-presente)
- Lipe Dál-Col (2020-presente)
- Luiza Narcisio (2020–presente)
- Marcela Lopes (2020-presente)
- Thais Belchior (2020-presente)

#### Antigos
- Rafael Portugal (2012-2014)
- Lucas Salles (2011-2016)
- Sonia Barbosa (2013-2016)
- Cezar Maracujá (2012-2020)
- Renata Canossa (2014-2020)
- Mariana Rebello (2013-2020)

### Recorrentes
Alguns atores fazem participações recorrentes nos vídeos, porém não são creditados como parte do elenco fixo.
| - Amanda Orestes (2019–2020) - André Pateta (2012–presente) - André Teixeira (2011–presente) - Carla Guapyassu (2015–2017) - Cassio Blanco (2017–presente) - Carol Garcia (2011–2014) - Douglas Felix (2011–2016) - Digão Ribeiro (2018–2020) - Diogo Defante (2016–presente) - Ed Gama (2014–presente) - Fabio de Luca (2014–2019) - Fábio Nunes (2011–presente) - Felipe Miguel (2017–2020) - Felipe Neto (2011–2016) - João Fernandes (2013–2016) - Jhonny Drumond (2013) - Jorge Hissa (2019–2020) | - Leonardo Arena (2015–presente) - Lipe Dál-Col (2018–2020) - Lucca Abreu (2013–2015) - Lúcia Render (2013–2017) - Luiza Narcisio (2013–2020) - Marcela Lopes (2019–2020) - Marcela Tavares (2015) - Maddu Magalhães (2011–2015) - Maria Victoria Eckhardt (2020–presente) - Osiris Larkin (2011–2015) - Otavio Ugá (2013–2015) - Rafael Castro (2011–presente) - Sill Esteves (2013–presente) - Silvio Matos (2011–presente) - Thais Belchior (2018–presente) |

## Comparação
Apesar da comparação com Porta dos Fundos, Felipe acredita que a concorrência é bem-vinda.

Quanto mais canais de qualidade surgirem, melhor. Ainda mais o Porta dos Fundos, que se trata de um projeto com grande investimento, empresários e estrutura gigantesca. Isso é a prova definitiva de que o YouTube é para ser levado a sério. Que surjam cada vez mais 'Parafernalhas' e 'Portas dos Fundos'. Isso atrairá investidores, anunciantes e público— acredita Felipe Neto 